# Булен
Буле́н (фр. Boulin, окс. Bolin) — коммуна во Франции, находится в регионе Юг — Пиренеи. Департамент — Верхние Пиренеи. Входит в состав кантона Пуйастрюк. Округ коммуны — Тарб.
Код INSEE коммуны — 65104.

## География

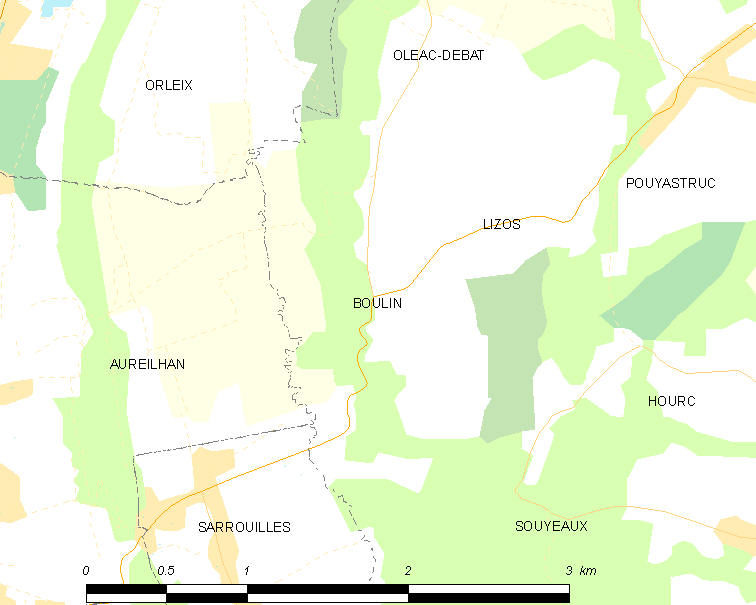
Карта коммуны

Коммуна расположена приблизительно в 650 км к югу от Парижа, в 115 км западнее Тулузы, в 6 км к северо-востоку от Тарба.
Коммуна расположена в местности Бигорр. На западе коммуны протекает река Ус.

## Климат
Климат умеренно-океанический с солнечной тёплой погодой и обильными осадками на протяжении практически всего года.

## Население
Население коммуны на 2010 год составляло 275 человек.
| 1962 | 1968 | 1975 | 1982 | 1990 | 1999 | 2010 |
| ---- | ---- | ---- | ---- | ---- | ---- | ---- |
| 87   | 94   | 101  | 240  | 253  | 280  | 275  |

## Администрация
| Период | Период | Фамилия     | Партия | Примечания |
| ------ | ------ | ----------- | ------ | ---------- |
| 2001   | 2020   | Жильбер Дед |        |            |

## Экономика
В 2010 году среди 194 человек трудоспособного возраста (15-64 лет) 128 были экономически активными, 66 — неактивными (показатель активности — 66,0 %, в 1999 году было 70,4 %). Из 128 активных жителей работали 118 человек (62 мужчины и 56 женщин), безработных было 10 (5 мужчин и 5 женщин). Среди 66 неактивных 17 человек были учениками или студентами, 29 — пенсионерами, 20 были неактивными по другим причинам.